# Steve Jones (atleta)
Steve Jones (Ebbw Vale, Gales, Reino Unido, 4 de agosto de 1955) es un deportista británico retirado, especializado en carreras de fondo. Ganó la maratón de Nueva York en 1988, con un tiempo de 2:08:20, la maratón de Chicago en dos ocasiones (1984 y 1985) y la maratón de Londres en 1985, con un tiempo de 2:08:16.